# Códigos postais da Nigéria
Os Códigos postais na Nigéria são numéricos, composto por seis dígitos. NIPOST, o Serviço postal nigeriano, divide o país em nove regiões, que compõem o primeiro dígito do código. O segundo e o terceiro dígitos, combinados com o primeiro, é o distrito de expedição para triagem de saída. Os três últimos dígitos são para a entrega.
A principal sede postal em cada região terá um código postal que termina em 0001, assim Garki principal HO em Abuja tem o código postal 970001, Ikeja HO em Lagos tem 100001, Lokoja em Kogi tem 270001 e Port Harcourt tem 500001. O menor código postal é 100001 e o mais alto é 982002. Código postal para alguns estados na Nigéria, Enugu 400001, Imo 460.001.